# Museu Antônio Parreiras
O Museu Antônio Parreiras (MAP) é um museu dedicado à preservação da memória e da obra de Antônio Parreiras (1860-1937), um dos maiores pintores brasileiros. Localiza-se na Rua Tiradentes, no bairro do Ingá, em Niterói, no estado do Rio de Janeiro. É um museu estadual, subordinado à Fundação de Artes do Estado do Rio de Janeiro, órgão da Secretaria de Estado de Cultura do Rio de Janeiro. Sua área total cobre 5 mil metros quadrados.

## História
A antiga residência de Parreiras é um casarão projetado por Ramos de Azevedo e construído em 1894. É uma das mais importantes edificações na Região Metropolitana do Rio de Janeiro que foram projetadas pelo arquiteto eclético que se notabilizou em São Paulo.
O museu foi inaugurado em 21 de janeiro de 1942 e ocupa três prédios que pertenceram ao pintor e à sua família: sua antiga residência; seu ateliê e residência de seu filho Dakir (1894-1967); e a residência da sua filha Olga. Na sua antiga residência, foram instaladas as salas de exposição e a administração do museu. Em seu ateliê, erguido em 1912, estão outras salas de exposição. A casa de sua filha foi adaptada como reserva técnica.
O museu foi tombado em 1967 pelo Instituto do Patrimônio Histórico e Artístico Nacional. O jardim de 4 mil metros quadrados, incluído no tombamento, foi desenhado e plantado pelo artista.

## Acervo

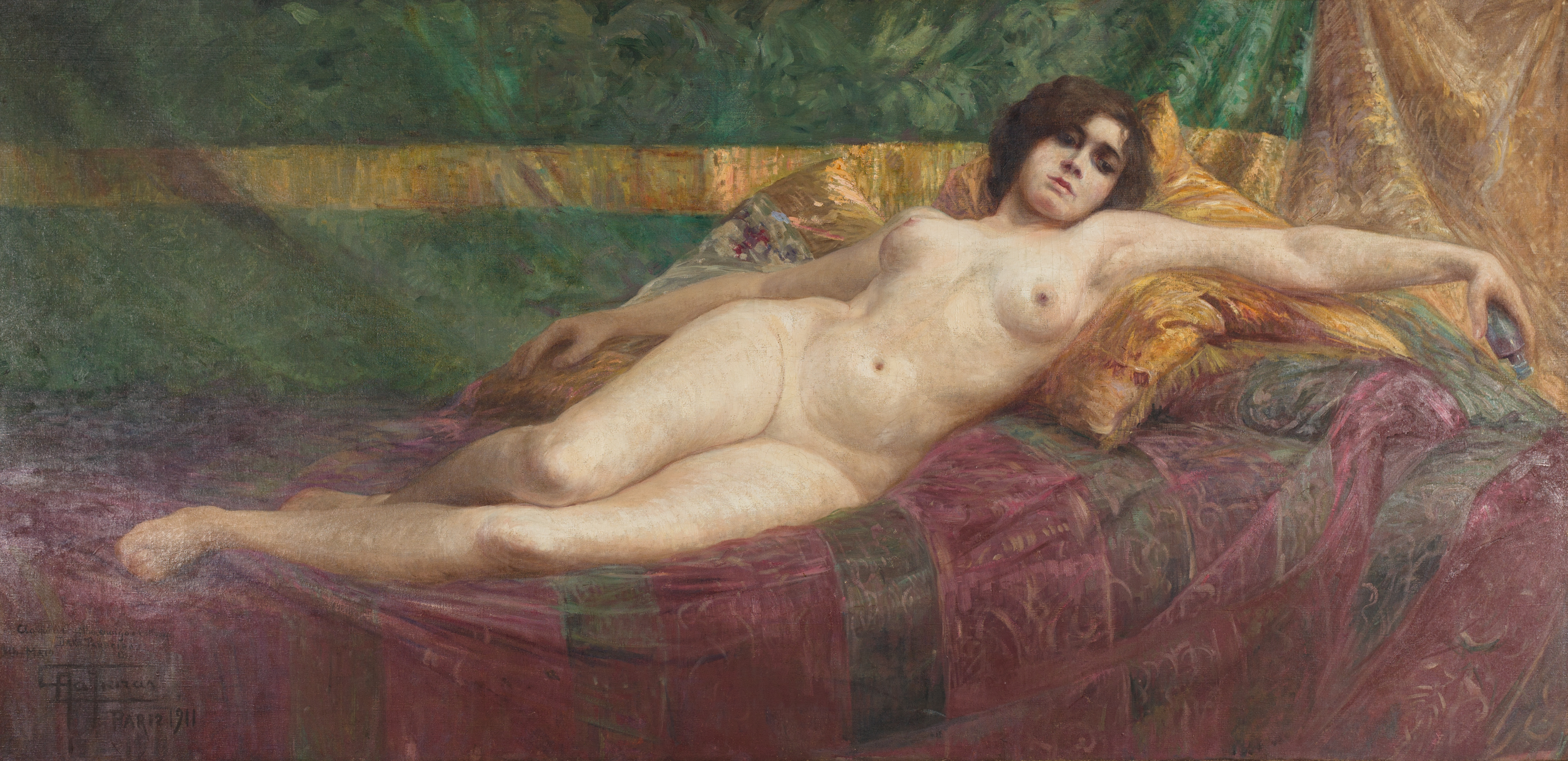
Dolorida, 1909, obra de Parreiras no acervo do MAP.

O acervo do MAP permite observar dois aspectos importantes da contribuição de Parreiras à história da cultura do Brasil: sua interpretação impressionista do ambiente brasileiro e sua atitude moderna antes do modernismo.
Antônio Parreiras foi um paisagista exímio. Captou a luz do ar livre (o plein air dos franceses). Nisso, sua tarefa foi converter a luz do Brasil em cor. Pintor que viajava, suas andanças pelo Brasil acabaram por esboçar a vontade de produzir uma pintura que totalizasse a visão do país.
O acervo do museu é composto por mais de 2 000 itens e é dividido em acervo artístico e não artístico:
No acervo artístico:
- Coleção Antônio Parreiras, com pinturas e desenhos realizados entre 1883 e 1937;
- Coleção de Arte Brasileira dos Séculos XIX e XX, com obras de pintores como Georg Grimm, Nicolau Antonio Facchinetti (1824-1900), Eliseu Visconti (1866-1944), Henrique Cavalleiro (1892-1975), Georgina de Albuquerque (1885-1962) e outros;
- Coleção de Arte Estrangeira, com obras europeias que pertenceram ao artista e à coleção de Alberto Lamego, onde se destacam pinturas flamengas, francesas e italianas dos séculos XVI e XVII.

No acervo não artístico:
- Objetos pessoais de Antônio Parreiras, com paletas, pincéis, cavaletes, caixa de tintas, mobiliário, documentos, manuscritos, fotografias, negativos em vidro e uma pequena biblioteca.